# Cutie Honey (serie televisiva)
Cutie Honey: The Live (キューティーハニー?, THE LIVE Kyūtī Hanī Za Raibu) è una serie live action di genere Tokusatsu tratta dal popolare manga e anime Cutie Honey. Prodotta e trasmessa da TV Tokyo tra il 2007 e il 2008 consiste in 26 episodi di 25 minuti l'uno.
Interprete principale è la Gravure idol Mikie Hara.

## Trama e personaggi
Honey Kisaragi (如月 ハニー?, Kisaragi Hanī)) / Cutie Honey (キューティーハニー?, Kyūtī Hanī)
Una ragazza ginoide che può trasformarsi semplicemente toccando la sua collana a forma di cuore (che porta sempre con sé) e pronunciando le magiche parole: "Honey Flash!" (ハニーフラッシュ!?, Hanī Furasshu!). I suoi superpoteri provengono da uno speciale dispositivo di fissaggio degli elementi naturali  (空中元素固定装置?, Kūchū Genso Kotei Sōchi) inserito all'interno del suo corpo e conosciuto anche col nome di "Sistema Honey" (ハニーシステム?, Hanī Shisutemu).
Ciò le permette anche di poter creare oggetti dal nulla, ad esempio trasformare il suo vestito quotidiano in un qualsiasi tipo di travestimento più o meno elaborato; può inoltre ridurre le dimensioni degli oggetti, fino a farli diventar una sottile striscia di composto aeriforme, con la stessa facilità (usato per distruggere tutto ciò ch'entra in contatto con lei).
Questa "super girl" è poi dotata d'una grandissima intelligenza e forza ed una capacità molto elevata d'auto-guarigione. Il suo emblema personale è costituito da un cuore rosso; durante la battaglia può poi evocare l'apparizione di una spada denominata "Silver Fleuret" (シルバーフルーレ?, Shirubā Furūre).
In certe occasioni particolari però l'energia che alimenta il suo sistema va fuori controllo, ed ecco che allora comincia a distruggere tutto quello con cui entra in contatto, anche solo sfiorandolo. Quando questo accade Cutie rimane in uno stato di dormiveglia per tre giorni, per poi entrare in modalità berserk: per evitar una tale evenienza Seiji conserva un dispositivo che fa esaurire l'energia in eccesso e far così ritornare al suo stato normale Cutie.
Dopo aver scoperto che sia Miki che Yuki possono trasformarsi allo stesso modo, Cutie cerca di unire le loro tre energie in un'unica forza da lanciare contro i "Panther Clow". Tuttavia le loro personalità divergenti si scontrano facilmente rendendo di fatto questa una via molto difficile da percorrere.
Questa versione di Cutie è più incosciente ed imbranata delle precedenti incarnazioni animate e filmiche, in quanto possiede una conoscenza molto scarsa delle convenzioni sociali e dimostra un atteggiamento quasi perennemente ottimista, al limite dell'ottusità, il quale gli ha attirato l'animosità tra i suoi compagni di classe a scuola.
A differenza dell'originale, dove frequenta una scuola privata cattolica, qui si trova invece in un liceo femminile.
Compie gli anni il 26 febbraio e suo padre è il Dottor Koshiro Kisaragi (如月こうしろう博士?, Kisaragi Kōshirō Hakase): tutte e tre le eroine condividono la stessa data di nascita, in quanto l'uomo era alla ricerca di ragazze che condividessero le stesse caratteristiche, al fine di ricrear un'immagine perfetta della propria figlia defunta.
Seiji Ayami (早見 青児?, Hayami Seiji)
Un giovane detective privato, un tipo molto eccitabile che cerca d'aiutare e sostenere Cutie. Il suo sogno è quello di scrivere un libro sulle conseguenze nefaste del capitalismo sul moderno Giappone e a tal fine egli vive in una baraccopoli di periferia, in modo da capire meglio il lato più oscuro della società.
Ha incontrato Cutie per la prima volta quando stava aiutando una ragazza a sfuggire ad una banda di delinquenti; per l'occasione era travestito da chiromante. Cutie lo aiuta spesso a risolvere i casi più difficili a lui affidati.
Va sempre dietro a molte donne contemporaneamente: confessa il suo disperato amore per Miki in una lettera; esprime inoltre sentimenti nei confronti di Yuki e, anche se respinto, continua a corteggiarla assiduamente.
Miki Saotome (早乙女 ミキ?, Saotome Miki) / Sister Miki (シスターミキ?, Shisutā Miki)
Una giovane ragazza di carattere freddo e scostante, introversa ed antisociale, agli antipodi quindi rispetto a Cutie. Anche lei ha installato all'interno del suo corpo un sistema di trasformazione che la cambia in "Sister Miki" con una divisa di colore Blu metallizzato. La sua arma è un boomerang dello stesso colore  (ブーメランブル?, Būmeran Buru).
In questa sua nuova forma riesce a stento e malamente a controllar tutta la sua aggressività accumulata, il che le fa sviluppare quasi una paura per se stessa. Si tiene a distanza di sicurezza dalle altre persone per timore di danneggiarle contro la sua volontà; nonostante il suo atteggiamento distaccato si preoccupa in realtà molto per l'incolumità di Cutie.
In origine Miki era una normalissima studentessa che viveva in una famiglia felice: i suoi genitori vengono uccisi quando il dottor Kisaragi utilizza il dispositivo di solidificazione degli elementi aerei per creare una gigantesca mano di pietra, la quale blocca l'automobile in cui viaggiava la sua famiglia e provoca un incidente. Viene quindi "ri-programmata" come figlia di Kisaragi.
Quando Miki scopre la verità sul suo passato, uccide Kisaragi a sangue freddo, dopo di che si suicida all'interno del carcere minorile femminile in cui è stata rinchiusa.
Yuki Kenmochi (剣持 ユキ?, Kenmochi Yuki) / Sister Yuki (シスターユキ?, Shisutā Yuki)
Figlia adottiva della prestigiosa famiglia Kenmochi, molto corretta ed educata, sia nel parlare che nell'agire, anche se poi si dimostra alla fine estremamente ingenua; è appassionata di curry.
In origine affetta da una malattia terminale stava vivendo i suoi ultimi giorni in ospedale quando è stata scoperta dal Dottor Kisaragi, il quale l'ha subito utilizzata in uno dei suoi esperimenti nel tentativo di ricreare la figlia. Sviluppa dei sentimenti romantici e amorosi nel confronti di Cutie dopo essersi incontrate per la prima volta.
In seguito dimostrerà avere un carattere geloso ed oscuro, diventando al contempo sempre più egocentrica ed avida. Quando si trasforma assume una divisa bianca; in tal forma diventa un guerriero spietato abilissimo nel karate, sua arma personale è un chakram (プラチナチャクラム?, Purachina Chakuramu).
Natsuko Aki (秋 夏子?, Aki Natsuko)
Miglior amica di Cutie e sua compagna di stanza; un tipo un po' nerd che esprime spesso preoccupazione nei confronti del suo aspetto, soprattutto riguardo alla dimensione dei suoi seni.
Gen-san (源さ?, Gen san)
Un senzatetto che si dimostra essere una preziosissima fonte di informazioni sul mondo sotterraneo; ha anche la straordinaria capacità di trovare cose commestibili nei luoghi più improbabili.
Dottor Koshiro Kisaragi (如月こうしろう博士?, Kisaragi Kōshirō Hakase)
Il professore che sta dietro alla creazione di Cutie, così come dei suoi due predecessori Miki e Yuki. Dopo che la figlia muore in un incidente vive con l'ossessione di poterla ricreare.
Panther Clow (パンサークロー?, Pansā Kurō)
Un'organizzazione illegale dedita al profitto ad ogni costo; utilizzano cyborg, identificabili dai loro cappucci neri, come loro principali accoliti. L'organizzazione è suddivisa in quattro divisioni, ognuna delle quali si occupa di un tipo di business differente e gestita da un dirigente diverso.
Yuji Nakajo
Duke Watari
Mayumi Karasugawa
Hiromi Tanaka

## Episodi
| Nº | Giapponese 「Kanji」 - Rōmaji                          | In onda          | In onda |
| Nº | Giapponese 「Kanji」 - Rōmaji                          | Giapponese       |         |
| 1  | 「ハニーフラッシュ！」 - Hanī Furasshu!                | 2 ottobre 2007   |         |
| 2  | 「キャバクラ大作戦！」 - Kyabakura Daisakusen!         | 9 ottobre 2007   |         |
| 3  | 「ナースで探れ！」 - Nāsu de Sagure!                   | 16 ottobre 2007  |         |
| 4  | 「恐怖のオークション！」 - Kyōfu no Ōkushon!           | 23 ottobre 2007  |         |
| 5  | 「第二の少女！」 - Dai Ni no Shōjo!                    | 30 ottobre 2007  |         |
| 6  | 「メイドでどうぞ！」 - Meido de Dōzo!                  | 6 novembre 2007  |         |
| 7  | 「ケータイにご用心！」 - Kētai ni go Yōjin!            | 13 novembre 2007 |         |
| 8  | 「危険なレッスン！」 - Kiken na Ressun!                | 20 novembre 2007 |         |
| 9  | 「お嬢さま誘拐事件！」 - Ojōsama Yūkai Jiken!          | 27 novembre 2007 |         |
| 10 | 「トリプルデートの罠！」 - Toripuru Dēto no Wana!      | 4 dicembre 2007  |         |
| 11 | 「悪徳のおばさん！」 - Akutoku no Obasan!              | 11 dicembre 2007 |         |
| 12 | 「欲望のハーモニー！」 - Yokubō no Hāmonī!             | 18 dicembre 2007 |         |
| 13 | 「合コンしちゃうぞ！」 - Gōkon Shichau zo!             | 25 dicembre 2007 |         |
| 14 | 「乾杯メモリー！」 - Kanpai Memorī!                    | 8 gennaio 2008   |         |
| 15 | 「暴走ハニー！」 - Bōsō Hanī!                          | 15 gennaio 2008  |         |
| 16 | 「禁じられた恋！」 - Kinjirareta Koi!                  | 22 gennaio 2008  |         |
| 17 | 「悪魔のアンサンブル！」 - Akuma no Ansanburu!         | 29 gennaio 2008  |         |
| 18 | 「パパをかえして！」 - Papa o Kaeshite!                | 5 febbraio 2008  |         |
| 19 | 「アンドロイドは出て行け！」 - Andoroido wa Deteike!   | 12 febbraio 2008 |         |
| 20 | 「存在の価値！」 - Sonzai no Kachi!                    | 19 febbraio 2008 |         |
| 21 | 「如月博士の秘密！」 - Kisaragi Hakase no Himitsu!     | 26 febbraio 2008 |         |
| 22 | 「最後のお願い！」 - Saigo no Onegai!                  | 4 marzo 2008     |         |
| 23 | 「お父様からの贈り物！」 - Otō-sama kara no Okurimono! | 11 marzo 2008    |         |
| 24 | 「激情のレクイエム！」 - Gekijō no Rekuiemu!           | 18 marzo 2008    |         |
| 25 | 「愛の戦士たち！」 - Ai no Senshi-tachi!               | 25 marzo 2008    |         |
| 26 | 「如月博士の手帖！」 - Kisaragi-hakase no Techō!       | ? (DVD)          |         |

## Colonna sonora
Tema d'apertura
- "Cutie Honey" (キューティーハニー?, Kyūtī Hanī)
  - Musica: Claude Q (クロード・Ｑ?, Kurōdo Kyū)
  - Testo: Takeo Watanabe (渡辺 岳夫?, Watanabe Takeo)
  - Arrangiamento: Tsuyoshi Watanabe (渡辺 剛?, Watanabe Tsuyoshi)
  - Artista: Wild 3-Nin Musume (ワイルド三人娘?, Wairudo Sannin Musume)
  - Episodi: 1-24

Usato inoltre come sigla finale per l'episodio 25
Tema di chiusura
- "BUT,metamorphosis"
  - Musica: Aki Hata (畑 亜貴?, Hata Aki)
  - Testo e arrangiamento: Katsuhiko Kurosu (黒須 克彦?, Kurosu Katsuhiko)
  - Artista: Minami Kuribayashi (栗林 みな実?, Kuribayashi Minami)
  - Episodi: 1-4, 6-7, 9, 11, 13-16, 18, 20, 22

Sigla finale di Cutie Honey
- "I lost the place"
  - Musica: Aki Hata (畑 亜貴?, Hata Aki)
  - Testo e arrangiamento: Katsuhiko Kurosu (黒須 克彦?, Kurosu Katsuhiko)
  - Artista: Aki Misato (美郷 あき?, Misato Aki)
  - Episodi: 5, 8, 12, 17, 21, 24

Sigla finale di Sister Miki
- "Toiki Scarlet..." (吐息Scarlet...?, Toiki Sukāretto..., "Scarlet Sigh...")
  - Musica: Saori Kodama (こだま さおり?, Kodama Saori)
  - Testo e arrangiamento: Kaoru Okubo (大久保 薫?, Ōkubo Kaoru)
  - Artista: Aira Yuhki (結城 アイラ?, Yūki Aira)
  - Episodi: 7, 10, 19, 23

Sigla finale di Sister Yuki